# Durbec

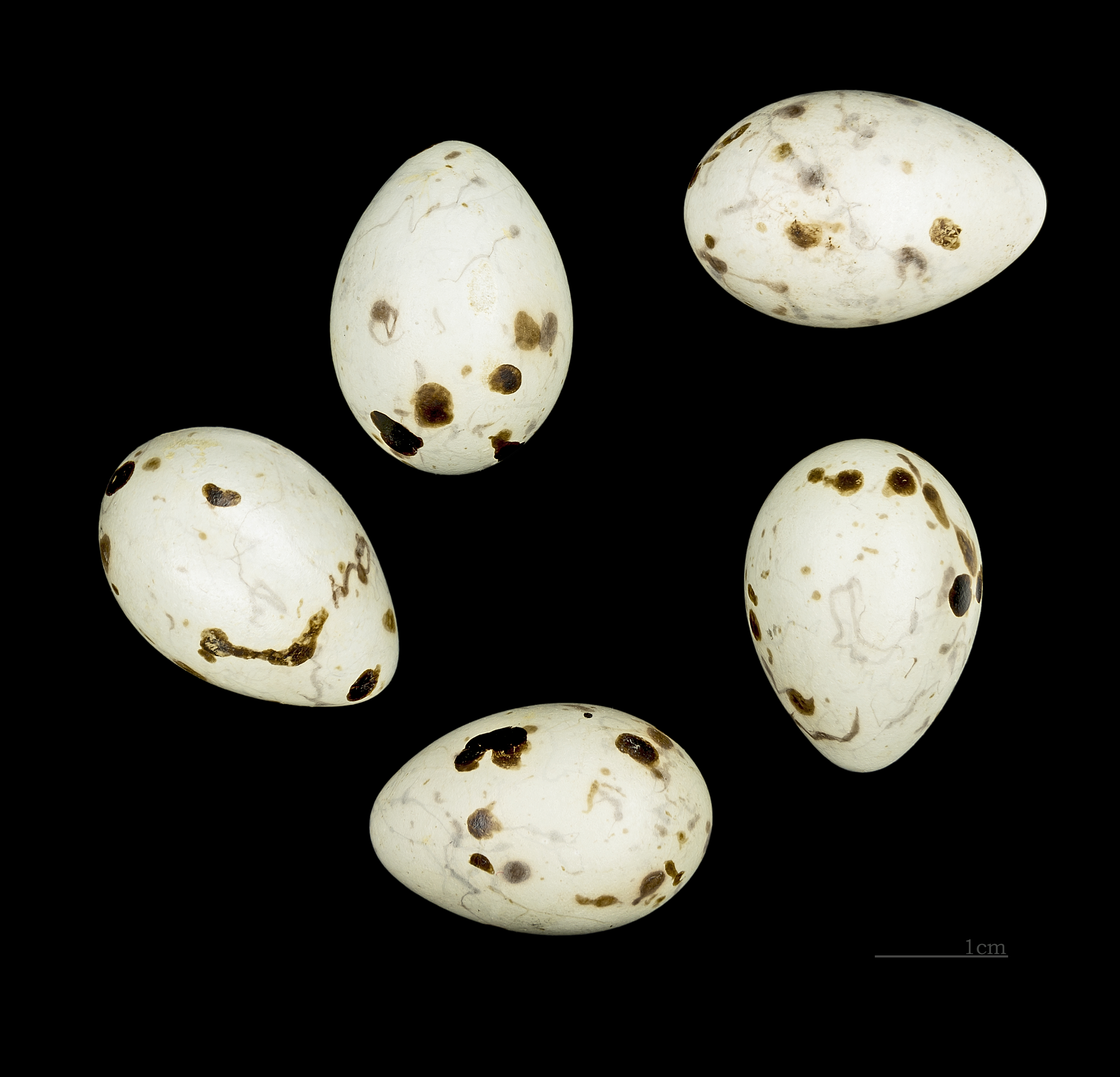
Coccothraustes coccothraustes

El durbec comú o durbec (Coccothraustes coccothraustes), bec de ferro, becgròs a les Balears, menjapinyols, trencapinyons/trencapinyols al País Valencià (i antigament tortbec a les Balears), és un ocell passeriforme fringíl·lid. És la sola espècie del gènere Coccothraustes.
Aquest ocell cria a Europa i l'Àsia temperada. És resident (no migra) a Europa, però molts ocells asiàtics sí que migren cap al sud. De vegades n'hi ha que vaguen per les illes occidentals d'Alaska.
Fa de 16.5 a 18 cm de llarg.
Fa el niu en un arbust o arbre i ponen de 2 a 7 ous. Es nodreix principalment amb llavors i fruits de llavor especialment de les cireres que trenca amb el seu fort bec que pot exercir una pressió de 45kg.

## Noms populars
Els seus noms fan referència a aquesta habilitat: bec de ferro (La Selva, Girona), bec de plata, becdur (Penedès), durabec (gironès, Pla de l'Estany), durbec (valencià), bovera (Penedès), capsot", picacloves, torbec o tortbec, trencapinyes i trencaolives (Lleida, Ponent, Montsant, Priorat), trencapinyols, trencapinyons (valencià, gironès), picafort (valencià).